# 作弊
作弊是一种欺騙或欺詐的行为，可使作弊者在竞争中不公平地获得优势以达致利己的目的；作弊通常也会牺牲他人的利益。作弊包含对规则的逾越，在世界各地已經有很長的歷史。
在英文中作弊（cheat）和目前社會上所流行的「詐騙」犯罪行為是同一個字，中文中其意義也是接近的。

## 考試

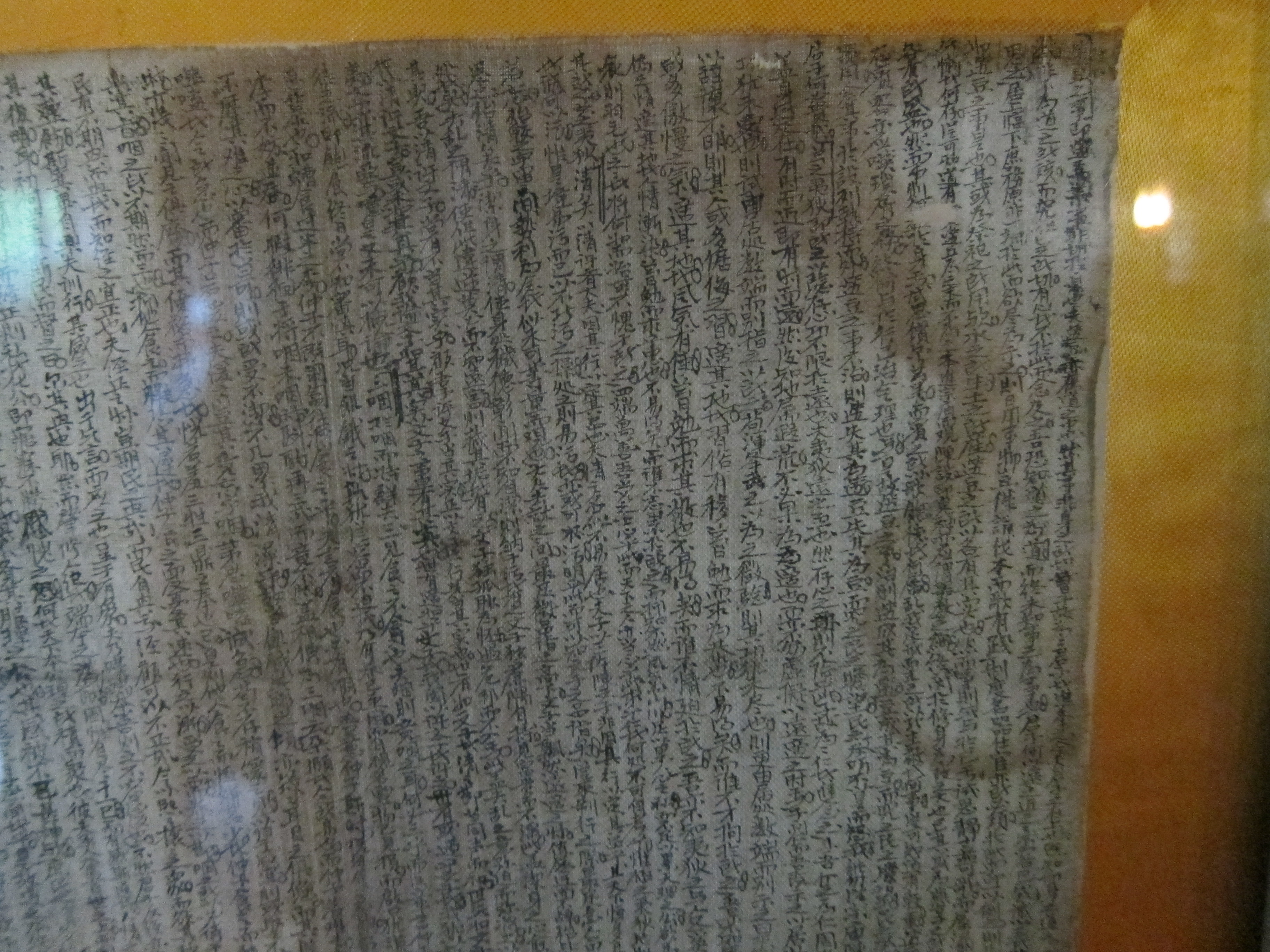
中国古代科举考试中被夹带入场的作弊材料

一個經常性使用作弊這個詞來描述某些行為的就是在考試場合。最常見的考試作弊就是共享訊息，因為考試的原始定義就是針對被考人單獨所記憶、推演得到的答案作成評量，而其目的對象當然不是所有的被考人的集合。
另一種常見的考試作弊在於以考試規則中不允許的行為來得到答案，如翻閱書籍、小抄或是與外界聯絡；同時在試前逕自翻閱試題本也是一種作弊行為。某些考試的規則中容許被考人這麼做，依個別規範而定。而日常常見的代考通常是視同為詐欺。
作業和論文的抄襲與剽竊在英文當中也可以用作弊來形容，但中文當中鮮少如此使用。
所有的考試機關皆認定考試作弊是不道德且不誠實的行為，都訂有嚴重的處罰，最嚴重的懲處包含退學或者終生不得再度報考等等。但部分報考人對考試作弊採取消極不歡迎和視情況參與的矛盾態度，主要理由是考試制度原本就不公正的原罪，和教育失焦、內容無意義化等辯詞。
考试作弊的历史十分悠久，而中国古代用于遴选官员的科举考试，是古代世界最为系统化的全国性考试，竞争激烈，故作弊亦时常发生。科举考试作弊影响国家官僚系统运作，故至少在明清两代，科场弊案皆是从重处罚，例如明朝南北榜案（实际上并非作弊）、清朝的丁酉科场案等。

### 法律法規
《中華人民共和國刑法》修正案九规定了“国家考试”中作弊入刑：

第二百八十四条 在法律规定的国家考试中，组织作弊的，处三年以下有期徒刑或者拘役，并处或者单处罚金；情节严重的，处三年以上七年以下有期徒刑，并处罚金。
   为他人实施前款犯罪提供作弊器材或者其他帮助的，依照前款的规定处罚。
   为实施考试作弊行为，向他人非法出售或者提供第一款规定的考试的试题、答案的，依照第一款的规定处罚。
   代替他人或者让他人代替自己参加第一款规定的考试的，处拘役或者管制，并处或者单处罚金。

中华人民共和国教育部2016年12月16日颁布修订的《普通高等学校学生管理规定》自2017年9月1日起施行，规定了高校组织的考试中作弊的处罚：

第十三条 学生应当参加学校教育教学计划规定的课程和各种教育教学环节（以下统称课程）的考核，考核成绩记入成绩册，并归入学籍档案。
　　考核分为考试和考查两种。考核和成绩评定方式，以及考核不合格的课程是否重修或者补考，由学校规定。
第十八条 学校应当健全学生学业成绩和学籍档案管理制度，真实、完整地记载、出具学生学业成绩，对通过补考、重修获得的成绩，应当予以标注。
　　学生严重违反考核纪律或者作弊的，该课程考核成绩记为无效，并应视其违纪或者作弊情节，给予相应的纪律处分。给予警告、严重警告、记过及留校察看处分的，经教育表现较好，可以对该课程给予补考或者重修机会。
第三十七条 对违反国家招生规定取得入学资格或者学籍的，学校应当取消其学籍，不得发给学历证书、学位证书；已发的学历证书、学位证书，学校应当依法予以撤销。对以作弊、剽窃、抄袭等学术不端行为或者其他不正当手段获得学历证书、学位证书的，学校应当依法予以撤销。
　　被撤销的学历证书、学位证书已注册的，学校应当予以注销并报教育行政部门宣布无效。
第五十二条 学生有下列情形之一，学校可以给予开除学籍处分：
  （四）代替他人或者让他人代替自己参加考试、组织作弊、使用通讯设备或其他器材作弊、向他人出售考试试题或答案牟取利益，以及其他严重作弊或扰乱考试秩序行为的；

## 體育
體育競賽是另一個常見的作弊場合。所有的大型體育競賽，報名參賽者都被預設為宣示遵守大會規則及公平公正原則。因此當他們違反這些規則時當然是一種作弊，而這種情況最知名的就是服用固醇類禁藥來提高比賽成績，歷年有許多因此被取消得獎資格的運動員。
犯規則是一個模糊地帶，許多犯規是難以完全避免的，所以才為被犯規的一方訂立補償辦法以便讓一場比賽繼續進行下去，但這絕不代表：當某些情境下犯規的獲益可以超過規則中所訂立的補償時，運動選手就應該努力而積極的犯規。這當然是一種作弊行為，也有另一個詞「惡性犯規」用來形容這個行為。這類行為中以蓄意傷害對手運動員的行為最受譴責，最常發生在曲棍球、冰上曲棍球比賽中。
另一種體育競賽中常見的作弊是使用規定以外的設備。例如棒球比賽中的投手使用滑石粉增加球速是被允許的，但使用松焦油則不被允許。

## 表演
表演藝術的作弊包括：、幕後代唱、剪接、替身演出。

## 賭博
在金錢賭博的場合，作弊可以直接獲取金錢利益。撲克和其他的牌類遊戲中，一個久經練習的人可以對牌做手腳。藏卡、做記號甚至以更容易作弊的假卡與真卡對調，也是常見的作弊行為，雖然獲勝機率更高，但也容易被抓到而受懲。其他常見的賭場作弊還包括設法使用不公平的骰子、對輪盤進行侵入性或破壞性的遙控，及拍打或搖動推錢機等等。台灣著名藝人胡瓜的麻將詐賭訴訟曾經喧騰一時。
操縱競賽結果的行為，會嚴重危害競賽的公平性，金錢利益會使參賽者主動或被逼迫作弊，例如常見的就是賽馬中對馬施打毒品、或者拳擊手放水打假賽等等。同樣是台灣曾經發生的職棒簽賭案正是一個典型的例子。
香港電影的賭神系列作和仿作，顯示出大多數無緣接觸現代化賭場的東方人對賭博和作弊行為又愛又憎的矛盾心情。在賭博時候作弊的人，稱為老千。

## 電子遊戲
有太多方法可以在電子遊戲當中作弊。一個常見的作弊發生在角色扮演遊戲中，玩家透過修改資料來使扮演的角色得到不屬於遊戲設計者預期的強度、或者它被預期是要花更久的時間才能得到的。競賽類的電子遊戲中則除了強化自身之外、某些作弊的目的也包含削弱對手。
玩家對於作弊行為的評價不一，這往往是因為遊戲設計不如體育或賭博規則競賽那樣，可以一直修改直趨公平完美，比方說一款角色扮演遊戲完成時數可能得超過一百小時，作弊修改的行為有時讓遊戲過程變得很無趣、有時反而會讓遊戲進行過程更有趣而延長遊玩壽命。有些極端例子例如盜版時代的勇者鬥惡龍三代中文版，甚至必須修改資料才能完成遊戲。一般玩家會建議在某些較為信譽可靠的遊戲當中盡量不要作弊，以便品味遊戲製作者刻意為玩家設計的樂趣。
目前流行的網路遊戲中，作弊往往被禁止，服務公司透過封鎖玩家遊玩的權利作為遏止作弊行為的終極手段。

## 外部連接
- David Callahan. (2004). The Cheating Culture. Harvest Books.
- Stuart P. Green. (2006). Lying, Cheating, and Stealing: A Moral Theory of White Collar Crime. Oxford University Press.
- 史蒂芬·列维特; Stephen J. Dubner. . William Morrow/哈珀柯林斯. 2005. ISBN 0-06-073132-X.
- Cheating in Contracts - A $30 Million Case of Corruption, FBI
- . 2018-06-25.

1. ↑  .   [2019年12月20日]. （原始内容存档于2020年10月29日）.